# 林菱
林菱（1977年9月9日—），福建福州人，香港女子乒乓球運動員。原中國國家乒乓球隊成員，2002年起移居香港並代表香港參賽。

## 簡歷
林菱出生於福建省福州市仓山区建新镇浦上村
一個乒乓球世家，姨媽和舅舅都是乒乓球運動員，叔公亦自小教導她打乒乓球。1993年，她首次進入了中國國家青年隊；1995年，在全国乒乓球锦标赛晋身八强后，更獲提升至国家队。

### 世錦賽奪亞
2001年，日本大阪舉行的世界乒乓球錦標賽成了林菱乒乓球生涯的轉捩點。在國家隊內部的選拔賽中，林菱憑藉出色的表現拿得第一名。可是，国家队的教练卻沒有安排她出戰單打比賽，只讓她參加混合雙打項目；後來，在國家隊友孙晋退出比賽的情況下，始復得單打比賽的資格。林菱沒有錯過這個失而復得的機會，在比賽接連擊敗各國的對手，成功躋身決賽；惜最終以1-3（21-14,12-21,12-21,19-21）負於隊友王楠，屈居亞軍。

### 轉戰香港
雖然在世乒賽取得佳績，但由於國家隊的人才過剩，其時已屆25歲的林菱在总教练蔡振华的勸解下无奈离开了国家队。
2002年2月，她以「單程證」身分到香港定居，並加盟了香港乒乓球队。然而，由於在香港居住的時間太短，她因而錯過代表香港出戰2002年亚洲运动会、2003年世界乒乓球錦標賽等機會。及至2004年，她雖然能參加雅典奥运会乒乓球比赛，但最終成績卻未如人意。雅典奥运后，林菱一度考慮掛拍，但在港隊教練李惠芬的鼓勵下放棄了退役念頭；並在隨後的2005年世界乒乓球錦標賽打进女单四强，又在亚锦赛贏得女单冠軍。
2008年，林菱來港已經六年，但因未拿到香港的永久居留权，一度未能符合參加北京奥运会的資格；但在香港奧委會會長霍震霆亲赴洛桑向国际奥林匹克委员会主席雅克·罗格求情下，她最終才得以趕及出戰奥运。
2009年，林菱代表香港出戰東亞運動會，一舉贏得女子團體金牌 和女子雙打（夥拍：張瑞）銅牌。林菱原打算在東亞運後退役，返回家鄉福建，到廈門大學攻讀中文系學士學位；但最終決定押後退役時間。
2010年11月，林菱代表香港出戰廣州亞運會，參加乒乓球比賽的女子雙打（夥拍：張瑞）及團體項目。賽後，林菱正式宣告退役。

## 榮譽
- 香港傑出運動員選舉

「香港傑出運動員」（2005年）

## 外部連結
- 運動員資料-林菱[永久]